# Dogma (Film)
Dogma ist eine Fantasy-Satire des Regisseurs Kevin Smith aus dem Jahr 1999 und die Fortsetzung der New-Jersey-Filme. In seinem Film setzt sich Kevin Smith mit der Dogmatik der Ein-Gott-Religionen, speziell des Christentums, und der Institutionalisierung dieser Religion auseinander.

## Handlung
Nachdem die zwei Engel Loki und Bartleby vor tausenden von Jahren in die Ungnade Gottes gefallen sind und von ihm auf ewige Zeiten aus dem Himmel nach Wisconsin verbannt worden sind, möchten sie nun zurück nach Hause gelangen. Ein ihnen vom Dämon Azrael zugespielter Zeitungsartikel zeigt einen möglichen Weg auf, denn ein Kardinal aus New Jersey bietet anlässlich der Einhundertjahr-Feier seiner Kirche allen Katholiken einen Generalablass zur Vergebung aller Sünden an, sobald sie diese Kirche betreten. Loki und Bartleby hoffen, so in den Himmel zurückkehren zu können. Damit wäre allerdings die Unfehlbarkeit Gottes widerlegt, und alle Existenz würde vernichtet werden.
Da Gott von einem Skee-Ball-Ausflug (in der deutschen Synchronisation: Minigolf) in Menschengestalt nicht wieder zurückgekehrt ist, muss die personifizierte Stimme Gottes, der Erzengel Metatron, die einzige überlebende Nachfahrin der Eltern Jesu, Bethany, davon überzeugen, dass sie die beiden Engel aufhalten muss.
Unterstützung erhält Bethany vom dunkelhäutigen 13. Apostel Rufus, der sich darüber beschwert, dass er wegen seiner Hautfarbe nicht in der Bibel erwähnt wird, den beiden Propheten Jay und Silent Bob sowie der Muse Serendipity, die zwar andere inspirieren kann, selbst aber als Stripperin arbeitet, da sie als Autorin an einer Schreibblockade leidet. Sie behauptet von sich, für 19 der 20 größten Kinoerfolge verantwortlich gewesen zu sein - nur bei Kevin – Allein zu Haus habe jemand seine Seele dem Satan verkauft. Zudem zeigt sie feministische Züge, indem sie darauf hinweist, dass in der Bibel Frauen schlecht dargestellt werden, z. B. werde ihnen die Erbsünde zugeschrieben. ("Die Frauen kommen dabei viel schlechter weg als alle Ägypter und Römer zusammen.") 
Auf ihrer Odyssee nach New Jersey bekommen es Bethany und ihre Begleiter unter anderem mit einem Höllendämon, dem Golgathaner, zu tun, der aus den Exkrementen gekreuzigter Verbrecher entstanden ist. Sowohl ihn als auch Azrael können die göttlichen Freunde ausschalten. Währenddessen betätigen sich Loki und Bartleby als Racheengel und töten einen untreuen Ehemann und die Vorstandsmitglieder der Produktionsfirma einer Zeichentrickserie, da diese mit ihrem populärsten Produkt, einem goldenen Kalb, angeblich ein Götzenbild erschaffen und noch eine Reihe anderer schwerwiegender Sünden begangen haben.
Als Bethany und ihre Begleiter an der Kirche ankommen, hat Bartleby bereits ein Blutbad angerichtet, während Loki mittlerweile Zweifel gekommen sind. Schließlich tötet Bartleby seinen Kameraden Loki und scheint unbesiegbar, doch dann findet Bethany heraus, wo Gott sich befindet: Er ist im Körper eines im Koma liegenden Mannes gefangen, den Azraels Gehilfen zur Strecke gebracht haben (wie zu Beginn des Films gezeigt wird). Bethany stellt die Maschinen, die den Komapatienten zwischen Leben und Tod halten, ab und befreit damit Gott aus der sterblichen Hülle. Dabei wird sie jedoch als Märtyrerin von der aufsteigenden Macht Gottes getötet.
Vor der Kirche erscheint Gott gleich darauf in Gestalt einer Frau und hält Bartleby auf. Sie erlöst und tötet ihn durch ihre Stimme. Als Silent Bob die tote Bethany zu der Kirche bringt, erweckt Gott sie wieder zum Leben. Am Ende teilt Metatron der überglücklichen Bethany mit, dass sie schwanger ist und eine Tochter bekommt, auf die große Aufgaben warten.

## Hintergrund
- Dogma ist der vierte Film aus der mittlerweile 9 Werke umfassenden New-Jersey-Reihe, die aus der Feder von Kevin Smith stammt. Die Filme bauen teilweise lose aufeinander auf. In jedem spielen auch die Helden Jay und Silent Bob mit, die ursprünglich nur als zwei der Kunden im Film Clerks – Die Ladenhüter erdacht waren. Kevin Smith selbst ist der Darsteller des Silent Bob. In Dogma erhalten sie erstmals eine stärkere Präsenz.
- Im Abspann findet sich die Ankündigung „Jay and Silent Bob will return in Clerks 2 – Hardly Clerkin“.
- Die einzigen Worte, die Silent Bob in diesem Film spricht, sind „Keine Fahrkarte“ („No ticket“, ein Zitat aus Indiana Jones und der letzte Kreuzzug, in der deutschen Synchronfassung „Kein Flugschein“), nachdem er Loki und Bartleby aus dem fahrenden Zug geworfen hat, und „Danke“ nach einer Bemerkung Rufus’ über seine Schweigsamkeit. Das ist ein Zitat vom schweigenden Indianer aus: Einer flog über das Kuckucksnest.
- Es werden mehrmals Anspielungen auf andere Filme gemacht. So beispielsweise in der Szene, als Bartleby vor der Kirche auftaucht und die Feierlichkeit unterbricht, wird er von einem Polizisten namens McGee angesprochen, der ihn festnehmen soll. Bartleby antwortet: „Mr Mc Gee, verärgern Sie mich nicht. Sie werden es nicht mögen, wenn ich verärgert bin.“ Diese Szene spielt auf die Serie Der unglaubliche Hulk an. Ein weiteres Beispiel ist die Szene, in der Metatron gegen Ende des Films erklärt, dass Gott in der Lage ist, die tödlich verletzte Bethany wieder zum Leben zu erwecken, und sagt: „Auftragen und polieren.“ Dies ist eine Anspielung auf den Film Karate Kid und kurz darauf erklärt er Bethany selbst ihre Heilung mit den Worten: „Sie verfügt über die Technologie, sie kann dich besser machen, stärker und schneller“ aus dem Vorspann vom 6-Millionen-Dollar-Mann. Im Dialog werden u. a. Das Piano, Con Air und diverse Filme von John Hughes erwähnt, etwa The Breakfast Club und Kevin – Allein zu Haus.
- Nachdem Loki in dem Reisebus den Mann erschoss, singt er den Song Run’s House der HipHop-Band Run-D.M.C.
- Die Rolle Gottes sollte ursprünglich Holly Hunter spielen, die allerdings absagte, ebenso Emma Thompson, die schwanger wurde. Schließlich übernahm Alanis Morissette die Rolle.
- Die Rolle der Bethany sollte erst von Smiths Exfreundin Joey Lauren Adams gespielt werden. Auch Alanis Morissette war einmal dafür vorgesehen, verkörperte dann aber Gott.
- Salma Hayek, die Serendipity verkörperte, charakterisierte die Figur als voll mit Feuer, Witz und Chaos im besten Sinne.[1]
- Albert Brooks sollte Kardinal Glick spielen.
- Bei Kosten von 10 Millionen US-Dollar spielte der Film 30 Millionen US-Dollar ein.[2]
- Als Kevin Smith hörte, dass eine christliche Gruppe vor einem Kino gegen den ihrer Meinung nach blasphemischen Film demonstrieren wollte, fertigte er zusammen mit einem Freund ein Plakat mit der Aufschrift „Dogma is Dogshit“ an, stellte sich damit zu der Gruppe und demonstrierte gegen seinen eigenen Film. Eine Fernsehreporterin vor Ort erkannte ihn sogar, von ihr darauf angesprochen leugnete er dies jedoch.[3][4]
- Im Juni 2025 wurde eine restaurierte Fassung zum 25. Jubiläum wieder in US-Kinos gezeigt, nachdem der Disput zwischen Regisseur und Filmverleih zu den Aufführungsrechten geklärt werden konnte.[5]

## Kritiken
„Eine unausgegorene Mischung aus gescheiten bis albernen, teils auch geschmacklosen Gags, vulgären Beimischungen in den Dialogen bis hin zu zahllosen cineastischen Verweisen und Anspielungen auf theologische Fragen. Seine Wirkung bezieht der Film eher aus dem oberflächlichen Gag-Feuerwerk als aus den wenigen Ansätzen zur ernsthaften Auseinandersetzung mit der Frage nach Gott und dem Sinn des Lebens.“

„[Eine] fromm-frivole Himmelfahrtsburleske, die den Vergleich mit Buñuels Pilger-Farce „Die Milchstraße“ nicht scheut.“

## Fortsetzung
Am 18. November 2024 kündigte Kevin Smith an, dass er derzeit an einer Fortsetzung arbeite und dass sowohl Matt Damon als auch Ben Affleck in ihre Rollen zurückkehren werden.